# Igreja (Mosteiros)
Igreja es una ciudad caboverdiana del municipio de Mosteiros.

## Toponimia
El nombre de la ciudad de Igreja significa iglesia en portugués y es la capital del municipio de Mosteiros. Asimismo es conocida por el mismo nombre de Mosteiros.

## Geografía
La ciudad está situada en la isla de Fogo.

## Organización territorial
La ciudad abarca los lugares y barrios de:
- Achada
- Achada Malva
- Achadinha
- António Vaz
- Boca Fonte
- Canal
- Casa Cutelo
- Cutelo
- Degolada
- Fajãnzinha
- Fonsaco
- Fonte Cabra
- Igreja
- Laranjo
- Murro
- Queimada Guincho
- Queimada Trás
- São Miguel
- Sumbango

## Demografía
Gráfica demográfica de la ciudad de Igreja:
| Gráfica de evolución demográfica de Igreja entre 2000 y 2021 |
|                                                              |